# SN 2001fa
SN 2001fa – supernowa typu IIn odkryta 18 października 2001 roku w galaktyce NGC 673. W momencie odkrycia miała maksymalną jasność 16,90m.